# Acadêmicos do Tucuruvi
O Grêmio Recreativo Cultural Social Escola de Samba Acadêmicos do Tucuruvi é uma escola de samba da cidade de São Paulo, fundada em 1º de fevereiro de 1976 como GRES Acadêmicos do Samba do Tucuruvi por um grupo de moradores do bairro do Tucuruvi. 
O símbolo adotado pela escola foi um gafanhoto, uma forma de homenagear o bairro, pois "Tucuruvi" em tupi significa "gafanhoto verde". Suas cores no início eram o preto e amarelo, porém mudaram no começo da década de 80 para as cores atuais: azul e branco.
Sua melhor colocação foi um Vice-campeonato onde ficou atrás apenas do Vai-Vai em 2011, sendo assim, batendo grandes agremiações como Mocidade Alegre e Rosas de Ouro.

## História
Sob a liderança de José Leandro, Oswaldo de Salva, Tininho e posteriormente, Nenê da Cuica , Aldo Amaral e Horácio Mello, esse que ocupou o cargo de presidente até 1990  resolveram fundar no dia 1º de fevereiro de 1976, uma Escola de Samba que receberia o nome de G.R. Acadêmicos do Samba do Tucuruvi.
O primeiro desfile da escola foi no ano de 1977. O carro alegórico era um gafanhoto que tinha como base uma Kombi coberta com tecido verde. De lá para cá, somente em 2006 o gafanhoto deixou de sair no abre-alas, pois o enredo falava da agricultura e a escola entendeu que um gafanhoto num enredo como este seria mal-interpretado. O primeiro intérprete da agremiação foi Jose Jorge, conhecido como Tininho.
O Tucuruvi subiu para o grupo especial pela primeira vez dez anos após sua fundação. O samba-enredo "Brasil em Aquarela" marcou a estreia da escola entre as grandes e ainda é recordado pelos sambistas paulistanos. Se manteve entre as grandes em 88 e 89, caindo e voltando em 93. Caiu em 94, mas subiu em 98, participando de todos os desfiles do Grupo Especial desde então. Suas melhores participações aconteceram em 1993, quando ficou em sexto lugar, e em 1999, quando ficou em quinto, ambas as vezes entre doze escolas, e nesta última vez voltando para o desfile das campeãs. Voltou também em 2000, quando ficou em sexto, mas entre quatorze agremiações e contou com a presença de Preto Jóia, campeão quatro vezes pela Imperatriz, como puxador, e Mestre Jorjão, ex-diretor de bateria da Mocidade e Viradouro. Outros personagens a ser lembrado da escola é o compositor Maurinho da Mazzei, vencedor de quase 40 sambas nas escolas e blocos de São Paulo e Ricardo Gonçalves (Soneca) por estar sempre presente desde a superação e o crescimento da escola.
Em 2009, a escola surpreende com um desfile simples, mas com muita emoção, homenageando a cidade histórica de Ouro Preto, com o enredo Ouro Preto - O esplendor barroco de uma Vila Rica. Relicário da pátria, patrimônio da humanidade terminando na 7º colocação. Ainda neste ano de 2009, a agremiação foi representada por Gaby Viana a qual também foi a grande campeã, do Concurso Musa do Caldeirão do Huck, apresentado por Luciano Huck e transmitido pela Rede Globo.
Em 2010 a escola foi com o enredo São Luís... Um universo de encanto e magia, com novo carnavalesco: Wagner Santos, que veio da Unidos de Vila Maria. Um grande destaque do desfile foi as batidas de reggae na parte do samba-enredo. Foi considerada, na apuração, uma das favoritas ao título, estando empatado em primeiro lugar com a Rosas de Ouro e a Mocidade Alegre durante boa parte da divulgação das notas, até que no quesito evolução perdeu preciosos pontos que a fizeram ir até a 8ª posição. Se não houvesse descarte de notas, o Tucuruvi chegaria na quarta posição.
Para 2011 a Tucuruvi anunciou que faria uma homenagem aos nordestinos em seu enredo, o que rendeu a agremiação ameaças por e-mail de extremistas. Apesar de criticada por alguns pelo enredo, a Tucuruvi apresentou um belíssimo carnaval na avenida, conseguindo um inédito Vice-campeonato, a mais alta colocação já obtida pela escola no carnaval, superando agremiações de peso como Mocidade Alegre e Rosas de Ouro, tendo ficado apenas 0,25 pontos atrás da campeã Vai-Vai, um resultado merecido para a escola até então considerada de médio porte.
Para o carnaval 2012 a Tucuruvi perdeu Freddy Vianna, o intérprete que depois de 11 anos como cantor principal da agremiação se transferiu para a Mancha Verde, e trouxe de volta, Waguinho, que estava na Mancha Verde. No dia 31/08 a escola divulga uma nota, em que confirma a rescisão do contrato com o Waguinho por descontentamento do intérprete pela eliminação do samba dele nas eliminatórias da escola. Em seu lugar, Igor Vianna, jovem intérprete carioca, com passagens por Santa Cruz e Cubango assumiu o posto, e foi a voz da escola em 2012, em anúncio feito no dia 12/09. Apresentou de novo um belíssimo desfile, estando em boa parte da apuração em 1º Lugar, mas com três notas 9,8 no quesito Harmonia, a escola ficou em 6º lugar.
Para 2013, inicialmente, a agremiação Acadêmicos do Tucuruvi, iria homenagear o estado de Rondônia, com o enredo Rondônia: das trevas à luz. Estava tudo praticamente certo quanto ao enredo. Porém, em julho, a agremiação resolveu cancelar o enredo. Segundo o carnavalesco Wagner Santos, a escola precisava de um tema mais alegre depois da morte da mulher do presidente Hussein Abdo ElSelam, o Seu Jamil, em maio. Sendo assim, foi acertado a homenagem ao ator e cineasta Amácio Mazzaropi, com o enredo Mazzaropi, o adorável caipira - 100 anos de alegria!. O desfile da escola foi alegre e luxuoso, sendo considerada uma das grandes favoritas ao título durante toda a apuração, ficou em 5° lugar empatada com Império de Casa Verde, no quesito desempate,a escola pecou em evolução e por pouco não voltou no sonhado desfile das campeãs, apesar de tudo, o espetáculo lhe fez repetir o 6º lugar.
E lhe garantiu três estandartes de Ouro como Melhor Enredo, Melhor Samba-Enredo e Melhor Casal de Mestre Sala e Porta Bandeira (Thais Paraguassú e Róbinson) de 2013.
Em 2014 a escola da Cantareira manteve a ideia de levar diversão para a avenida através de enredo lúdico, contando um pouco da imaginação infantil com brincadeiras, danças, elementos e personagens que fizeram e fazem parte da alma da criança. Novamente com a competência dos últimos desfiles, a Tucuruvi finalmente conseguiu retornar no desfile das campeãs, conquistando um expressivo 4º Lugar, e confirmando a boa fase na qual a escola se encontra.
Para o carnaval de 2015, a agremiação resolveu dar uma estruturada no seu time, trocando o mestre de bateria, o casal de mestre sala e porta bandeira e com o enredo "Entre confetes e serpentinas, Tucuruvi relembra as marchinhas do seu, do meu, do nosso carnaval" a escola da Cantareira falou sobre a história da folia através das marchinhas, que começaram no Rio de Janeiro, passaram pelos bailes de salões, pelos carnavais de rua, até chegar ao Sambódromo, apesar de seu desfile grandioso, a escola perdeu pontos nos quesitos samba-enredo e fantasia, ficando em 6º lugar, porém mesmo assim conquistou três troféus nota 10, como Melhor Harmonia, Melhor Enredo e Melhor Carnavalesco.
Em 2016, a escola da Cantareira trouxe o enredo: "Celebrando a religiosidade, Tucuruvi canta as festas de fé", fez um desfile luxuoso, extremamente técnico e com muita riqueza de detalhes, porém perdeu pontos preciosos nos quesitos: Enredo, Alegoria e Evolução, amargando um 10º lugar. No carnaval de 2017 a agremiação prestou uma grande homenagem aos artistas de rua, contando a história da cultura das artes urbanas através do enredo de título “Eu sou a arte: Meu palco é a rua”. A diretoria da escola permaneceu com quase todos de seu time do ano anterior, alterando apenas o primeiro casal de mestre-sala e porta-bandeira, que passou a ser os jovens Kawan Alcides e Waleska Gomes, os quais logo na estreia brindaram com a nota máxima.
Para 2018 a agremiação que teve por 8 anos consecutivos seus enredos desenvolvidos pelo talentoso carnavalesco Wagner Santos, optou em realizar uma mudança na plástica da escola e contratou para o cargo Flavio Campello, o carnavalesco campeão do carnaval de 2017, o qual chegou com a responsabilidade de dar uma nova roupagem para a escola. Junto com Flavio, a escola também contratou Mônica Oliveira para assumir o comando da comissão de frente.  O enredo escolhido para este ano foi 'Uma Noite no Museu', inspirado na trilogia de Hollywood de mesmo nome, com uma viagem pelos museus do mundo, terminando com os localizados no Brasil, onde a arte, a história e a ciência ganham vida. Porém a Acadêmicos do Tucuruvi teve que renascer das cinzas na madrugada do sábado, pois um mês antes a escola perdeu 90% das fantasias devido um incêndio em seu ateliê. Mesmo assim, conseguiu levar seu desfile sobre a história dos museus ao Anhembi, mas acabou fazendo apenas uma apresentação simbólica pois a Liga SP já havia anunciado que a mesma não seria julgada.
No Carnaval de 2019, a Acadêmicos do Tucuruvi contratou o carnavalesco Dione Leite que desenvolveu o enredo "Liberdade, o canto retumbante de um povo heroico". Um tema que abordou a luta pela liberdade na história do Brasil desde o descobrimento até os dias de hoje. Ao término da apresentação a agremiação não foi bem sucedida e acabou sendo rebaixadapara o Grupo de Acesso, juntamente com a Coirmã Vai-Vai.
Em 2020, em busca do retorno para a elite do Carnaval Paulistano, o Zaca como é conhecida a agremiação carinhosamente entre os sambistas, levou para o Sambódromo do Anhembi uma grande homenagem ao saudoso humorista Chico Anysio. Com o enredo "Faces de Anysio, o eterno Chico. Sorrir é… e sempre será o melhor remédio", a escola conquistou um vice-campeonato do Grupo de Acesso e retornou ao Especial. 
Para o Carnaval de 2022, a agremiação teve a missão de abrir os desfiles da sexta-feira de carnaval, sendo a primeira noite do Grupo Especial Paulistano. A escola manteve toda a sua equipe e levou para o Sambódromo do Anhembi o enredo “Carnavais…De lá pra cá o que mudou? Daqui pra lá o que será?”. Nesse desfile, o Tucuruvi falou sobre o carnaval do passado, o que está acontecendo com o carnaval atual e o que eles querem para o futuro do carnaval. Após a apuração, o Zaca ficou na 11ª colocação.

## Segmentos

### Presidentes
| Nome                                  | Mandato           | Ref.         |
| ------------------------------------- | ----------------- | ------------ |
| Osvaldo de Salvo "Pargata"            | 1976 - 1978       | [ 9 ]        |
| Horácio Bailão de Mello "Tio Horácio" | 1978 - 1983       |              |
| Hussein Abdo ElSelam "Seu Jamil"      | 1983 - 1985       |              |
| Horácio Bailão Mello                  | 1985 - 1986       |              |
| Davi Mauricio                         | 1986 - 1987       |              |
| Horácio Bailão de Mello               | 1987 - 1992       | [ 10 ]       |
| Hussein Abdo ElSelam "Seu Jamil"      | 1992 - atualidade | [ 2 ] [ 11 ] |

### Intérpretes
| Carnavais  | Intérprete oficial                        | Ref. |
| ---------- | ----------------------------------------- | ---- |
| 1977       | Jose Jorge, conhecido como Tininho        |      |
| 1987-1988  | Djalma Pires                              |      |
| 1989       | Vino Pequeno Polegar e Maurinho da Mazzei |      |
| 1993-1994  | Djalma Pires                              |      |
| 1995-1996  | Lira Brasa                                |      |
| 1997       | Lira Brasa e Edson Liz                    |      |
| 1998       | Lira Brasa e Vaguinho                     |      |
| 1999       | Vaguinho                                  |      |
| 2000       | Preto Jóia                                |      |
| 2001-2011  | Freddy Vianna                             |      |
| 2012       | Igor Vianna                               |      |
| 2013       | Igor Sorriso                              |      |
| 2014       | Wantuir                                   |      |
| 2015       | Clayton Reis                              |      |
| 2016-2018  | Alex Soares                               |      |
| 2019-2022  | Leonardo Bessa                            |      |
| 2023       | Carlos Júnior                             |      |
| 2024-atual | Hudson Luiz                               |      |

### Diretores
| Período   | Diretor de Carnaval  | Diretor de Harmonia        | Mestre de Bateria | Ref.          |
| --------- | -------------------- | -------------------------- | ----------------- | ------------- |
| 1985-1987 |                      |                            | Armandinho        |               |
| 1993      |                      |                            | Lagrila           |               |
| 1994      |                      |                            | Dirley            |               |
| 1997      |                      |                            | Feijão e Nenê     |               |
| 1998-1999 |                      |                            | Feijão            |               |
| 2000-2001 |                      |                            | Jorjão            |               |
| 2003-2004 |                      |                            | Clodoaldo         |               |
| 2005-2007 |                      | Alexandre Conceição        | Adamastor         |               |
| 2008-2009 |                      | Alexandre Conceição        | André Luiz        |               |
| 2010      |                      | Roberto do Amaral          | Adamastor         |               |
| 2011      | Arnaldo Almeida      | Júnior e Ernandi Machado   | Adamastor         | [ 12 ]        |
| 2012      | Arnaldo Almeida      | Comissão de Harmonia       | Adamastor         | [ 13 ]        |
| 2013      | Comissão de Carnaval | Comissão de Harmonia       | Adamastor         |               |
| 2014      | Marcelo Coutinho     | Serginho e Ricardinho      | Augusto           | [ 14 ] [ 15 ] |
| 2015-2017 | Comissão de Carnaval | Serginho e Ricardinho      | Guma Sena         | [ 16 ] [ 17 ] |
| 2018-2019 | Comissão de Carnaval | Ricardinho                 | Guma Sena         | [ 18 ]        |
| 2020-2022 | Rodrigo Delduque     | Gabriel Ferreira - Gabiru  | Serginho          | [ 19 ]        |
| 2023      | Rodrigo Delduque     | Fabiana Lopes e Ricardinho | Serginho          |               |
| 2024      | Rodrigo Delduque     | Fabiana Lopes              | Serginho          |               |
| 2025      | Rodrigo Delduque     | Ricardinho                 | Serginho          |               |
| 2026      | Rodrigo Delduque     | Ricardinho                 | Serginho          |               |

### Coreógrafos
| Período    | Nome            | Ref.   |
| ---------- | --------------- | ------ |
| 1999       | Luiz Alves      |        |
| 2001-2009  | Marcia Janete   | [ 20 ] |
| 2010-2017  | Cheila Fusco    | [ 16 ] |
| 2018       | Mônica Oliveira | [ 18 ] |
| 2019-2020  | André Oliveira  | [ 21 ] |
| 2022       | Fernando Lee    |        |
| 2023       | Eliseu Corrêa   |        |
| 2024-atual | Renan Banov     |        |

### Casal de Mestre-sala e Porta-bandeira
| Período    | Nome                                 | Ref.                 |
| ---------- | ------------------------------------ | -------------------- |
| 1983-1986  | Ednei Mariano e Maria Gilsa          |                      |
| 1993-1994  | Adaílton e Ana Amélia                |                      |
| 1996-1998  | Marcos Túlio Prates e Solange Farias |                      |
| 1999       | Marquinhos e Luana Brito             |                      |
| 2000-2001  | Dionízio e Ana Paula                 |                      |
| 2002-2006  | Naldinho e Thaís Paraguassú          |                      |
| 2007       | Fabiano Dourado e Thaís Paraguassú   |                      |
| 2008       | Emerson Nunes e Thaís Paraguassú     | [ 22 ]               |
| 2009-2014  | Róbinson Silva e Thaís Paraguassú    | [ 20 ] [ 13 ]        |
| 2015-2016  | Renatinho e Fabíola Trindade         | [ 16 ] [ 23 ] [ 24 ] |
| 2017-2019  | Kawan Alcides e Waleska Gomes        | [ 25 ]               |
| 2020-2023  | Luan Caliel e Waleska Gomes          | [ 26 ]               |
| 2024-atual | Luan Caliel e Beatriz Teixeira       |                      |

### Corte de Bateria
| Período      | Rainha              | Musa            | Madrinha             | Princesa                      | Ref.                 |
| ------------ | ------------------- | --------------- | -------------------- | ----------------------------- | -------------------- |
| 1999 – 2000  | Edna Velho          |                 |                      |                               |                      |
| 2002         | Roberta Kelly       |                 |                      |                               |                      |
| 2003         |                     |                 | Denise Liah          | Gaby Viana                    |                      |
| 2004         | Gaby Viana          | Aline Mesquita  |                      | Renée Oliveira                |                      |
| 2005         | Valéria Valenssa    |                 |                      |                               | [ 27 ]               |
| 2006         | Renée Oliveira      | Aline Mesquita  | Luísa Mell           | Valéria de Paula Raquel Rocha | [ 28 ]               |
| 2007         | Valéria de Paula    | Renée Oliveira  | Luísa Mell           | Raquel Rocha                  | [ 29 ]               |
| 2008         | Valéria de Paula    | Aline Mesquita  | Núbia Óliiver        | Renée Oliveira                |                      |
| 2009 – 2011  | Valéria de Paula    | Renée Oliveira  | Sheila Mello         |                               |                      |
| 2012         | Valéria de Paula    | Renée Oliveira  | Caroline Bittencourt |                               | [ 30 ]               |
| 2013         | Valéria de Paula    | Renée Oliveira  | Caroline Bittencourt | Lívia Andrade Thaíz Schmitt   | [ 31 ] [ 32 ]        |
| 2014         | Nadege Delduque     | Renée Oliveira  | Lívia Andrade        | Michele Alves                 | [ 33 ]               |
| 2015         | Nadege Delduque     | Renée Oliveira  |                      | Michele Alves                 |                      |
| 2016         | Aline Riscado       | Cíntia Mello    |                      |                               | [ 34 ] [ 35 ]        |
| 2017 – 2018  | Daniela Albuquerque | Cíntia Mello    |                      |                               | [ 36 ]               |
| 2019         | Cíntia Mello        | Flavia Bonansea | Maísa Magalhães      |                               | [ 37 ] [ 38 ] [ 39 ] |
| 2020         | Cíntia Mello        |                 | Tânia Oliveira       |                               | [ 40 ] [ 41 ]        |
| 2022         | Cíntia Mello        | Lívia Nayara    | Scheila Hachas       |                               | [ 42 ]               |
| 2023 - atual | Carla Prata         |                 |                      |                               |                      |

## Carnavais
| Ano  | Colocação | Grupo | Enredo | Carnavalesco | Ref.          |
| ---- | --- | --- | --- | --- | ------------- |
| 1977 | 5º lugar | 2-UESP | Gafanhoto Verde, "Glórias ao Samba" | Ricardo Maluf |               |
| 1978 | Campeã | 2-UESP | Sonho de Carnaval | Jangada e Oswaldinho da Cuíca                                                                                          |               |
| 1979 | 3º lugar | 1-UESP | Viagem nas Cores, Cecília Meireles | Horácio Baião |               |
| 1980 | Campeã | 1-UESP | Gigante das Artes | Horácio Baião |               |
| 1981 | 3º lugar | Acesso | Revista Musicada | Horácio Baião e Vasco Ferrão                                                                                           |               |
| 1982 | 3º lugar | Acesso | Nair de Teffé (Caricatura) | Aldo Amaral |               |
| 1983 | 3º lugar | Acesso | Bahia de Encantos e Magia | Vasco Ferrão |               |
| 1984 | 4º lugar | Acesso | Maurício de Nassau em terras de Santa Cruz | Toninho de Carvalho e Maurinho da Mazzei                                                                               |               |
| 1985 | 4º lugar | Acesso | Miscigenação das Raças (De onde vem) | Horácio Baião |               |
| 1986 | Campeã | Acesso | Carnaval, alegria do povo | Oswaldinho da Cuíca |               |
| 1987 | 8º lugar | Especial | Brasil em Aquarela | Horácio Baião |               |
| 1988 | 8º lugar | Especial | No Reino da Fantasia fui Rei por um Dia | Mozart, Beto, Betão e Luiz                                                                                             |               |
| 1989 | 9° lugar | Especial | Esperança de um Povo | Mozart, Beto, Betão e Luiz                                                                                             |               |
| 1990 | 3º lugar | Acesso | Pintando o Sete | Pedro Luis Pinotti |               |
| 1991 | 5º lugar | Acesso | Quatro Ases e um Coringa | Horácio Baião e Edimil                                                                                                 |               |
| 1992 | Vice-campeã | Acesso | O samba pede Passagem | Dorinho Marques |               |
| 1993 | 7º lugar | Especial | Da fruta que você gosta | Fauze Abdo El Selam e Dorinho Marques                                                                                  |               |
| 1994 | 12º lugar | Especial | Calçadas Musicais | Fauze Abdo El Selam |               |
| 1995 | 6º lugar | Acesso | Alô, alô Responde | Pedro Luis Pinotti |               |
| 1996 | 4º lugar | Acesso | Água Viva | Pedro Luis Pinotti |               |
| 1997 | Vice-campeã | Acesso | Arte e Manhas Brasileiras | Pedro Luis Pinotti |               |
| 1998 | 10º lugar | Especial | Na Trilha do Tesouro, Nem todo Mar é Azul, nem todo Amarelo é Ouro | José Carlos Lisboa |               |
| 1999 | 5° lugar | Especial | Santa Catarina - O Circuito da Alegria | Jerônimo Guimarães |               |
| 2000 | 6º lugar | Especial | 90 Milhões em Ação, na Tristeza e na Felicidade Compositores: Maurinho da Mazzei, Break do Cavaco e Clóvis Pê | Jerônimo Guimarães |               |
| 2001 | 7° lugar | Especial | São Paulo dá Samba, Olha aí o Nosso Carnaval Compositores: Landro, Pagodinho, Luis Ferracini e Gustavo | Marco Aurélio Ruffin                                                                                                   |               |
| 2002 | 9° lugar | Especial | História, Cultura, Progressos Mil - Uberlândia Faz Pulsar o Coração do Brasil Compositores: Kadu, Bola, Murillo, Ferrera, Jelleya                                                                                              | Marco Aurélio Ruffin                                                                                                   |               |
| 2003 | 9° lugar | Especial | Não Calem a Minha Voz Compositores: Pixuca, Kalil, Palhinha, Luciano | Marco Aurélio Ruffin                                                                                                   |               |
| 2004 | 7° lugar | Especial | Tá na Mesa! Com a CEAGESP é Fome Zero Compositores:Luís Ferracini, André Sanches e Waguinho | Marco Aurélio Ruffin                                                                                                   |               |
| 2005 | 6º lugar | Especial | Samba, Sombra e Água Fresca - Cantareira, o Pulmão Verde de São Paulo Compositores:Luis Ferracini, Vaguinho, Murilo TK, Alencar                                                                                                | Marco Aurélio Ruffin                                                                                                   |               |
| 2006 | 9º lugar | Especial | Agricultura - A Fé do Homem do Campo em Cultivar, Ensinar e Aprender Compositores:Luis Ferracini, Murillo TK, Didi Pinheiro e Luis Carlos                                                                                      | Eduardo Caetano |               |
| 2007 | 9º lugar | Especial | Renovar é Preciso... para que o Viver seja Possível Compositores: Luís Ferracini, Murillo TK, Sérgio, Ferreira, Chumbinho | Lucas Pinto |               |
| 2008 | 12º lugar | Especial | Hummm!!! É tempo de sorvete. Do Oriente ao Ocidente, alimento refrescante e nutritivo Compositores: Diley Machado, Fábio de Paula, Moraes e Rodrigo Rocha                                                                      | Armando Barbosa | [ 43 ]        |
| 2009 | 7º lugar | Especial | Ouro Preto - O esplendor barroco de uma Vila Rica. Relicário da pátria, patrimônio da humanidade Compositores: Sidnei(Chumbinho), Vladimir, Vaguinho e Wellington                                                              | Fábio Borges |               |
| 2010 | 8º lugar | Especial | São Luís do Maranhão. Um Universo de Encantos e Magias Compositores: Rodrigo Atração, André Filosofia, Walter Jr., Edson, Nocera, Miguelzinho SA, Rodolfo e Rodrigo Minueto.                                                   | Wagner Santos |               |
| 2011 | Vice-campeã | Especial | Oxente, o que seria da gente sem essa gente? - São Paulo, Capital do Nordeste! Compositores: Vaguinho, Edu Leão, Doutor, Rigolon e André União                                                                                 | Wagner Santos |               |
| 2012 | 6º lugar | Especial | O Esplendor da África no Reinado da Folia Compositores: Fábio Jelleya, Henrique Barba, Leandro Franja, Serginho Moura, Gabriel, Fabinho Chaves, Edu Borel e JC Castilho.                                                       | Wagner Santos | [ 44 ]        |
| 2013 | 6º lugar | Especial | Mazzaropi, o adorável caipira - 100 anos de alegria! Compositores: Felipe Mendonça, Maurício Pito, Leandro Franja, Márcio Alemão, Henrique Barba e Fábio Jelleya.                                                              | Wagner Santos | [ 45 ]        |
| 2014 | 4º lugar | Especial | Uma fantástica viagem ao mundo da imaginação infantil Compositores: Fábio Jelleya, Henrique Barba, Leandro Franja, Serginho Moura, Gabriel, Fabinho Chaves, Edu Borel e JC Castilho.                                           | Wagner Santos | [ 46 ]        |
| 2015 | 6° lugar | Especial | Entre confetes e serpentinas, Tucuruvi relembra as marchinhas do seu, do meu, do nosso carnaval Compositores: Fábio Jelleya, Henrique Barba, Leandro Franja, Serginho Moura, Gabriel, Fabinho Chaves, Edu Borel e JC Castilho. | Wagner Santos | [ 47 ] [ 48 ] |
| 2016 | 10° lugar | Especial | Celebrando a religiosidade, Tucuruvi canta as festas de fé Compositores: Carlos Júnior, Arlindo Neto, Bruno Govetri, Igor Soró, João Batucada, Leandro Augusto, Marcelo 77 e Tim Peixoto.                                      | Wagner Santos |               |
| 2017 | 8º lugar | Especial | Eu sou a Arte: Meu palco é a rua Compositores: Carlos Júnior, Fabiano Sorriso, Márcio André, Marcos Vinicius, Wellington da Padaria, Beto Rocha e Biel.                                                                        | Wagner Santos | [ 49 ]        |
| 2018 | Hors Concurs | Especial | Uma Noite no Museu Compositores: Turko, Maradona, Rafa do Cavaco, Diego Nicolau, Dr. Eduardo, Gustavinho Oliveira e Tinga. | Flávio Campello | [ 18 ]        |
| 2019 | 13° lugar | Especial | Liberdade. O canto retumbante de um povo heroico Compositores: Fábio Jelleya, Henrique Barba, JC Castilho, Edu Borel, Marcelo Nunes, Newtinho, Igor Soró, Tim Peixoto, Brunão Govetri, Leandro Augusto e Leonardo Bessa.       | Dione Leite | [ 50 ] [ 51 ] |
| 2020 | Vice-Campeã | Acesso 1 | Faces de Anysio, o eterno Chico. Sorrir é… e sempre será o melhor remédio Compositores: Abílio Jr, Digo, Edu Borel, Fábio Jelleya, Henrique Barba, JC Castilho, Leonardo Bessa, Myngal, Newtinho e Wlad.                       | Dione Leite | [ 52 ] [ 53 ] |
| 2021 | Inicialmente adiados para o mês de julho, os desfiles do Carnaval 2021 foram cancelados devido a pandemia de Covid-19. | Inicialmente adiados para o mês de julho, os desfiles do Carnaval 2021 foram cancelados devido a pandemia de Covid-19. | Inicialmente adiados para o mês de julho, os desfiles do Carnaval 2021 foram cancelados devido a pandemia de Covid-19. | Inicialmente adiados para o mês de julho, os desfiles do Carnaval 2021 foram cancelados devido a pandemia de Covid-19. | [ 54 ]        |
| 2022 | 11º lugar | Especial | Carnavais… De lá pra cá, o que mudou? Daqui pra lá, o que será? Compositores: Leonardo Bessa, Rodrigo Minueto, Diego Nicolau, Rodolfo Minueto, Marcelo Casanossa.                                                              | Dione Leite e Fernando Dias                                                                                            | [ 55 ] [ 56 ] |
| 2023 | 11º lugar | Especial | Da Silva, Bezerra. A Voz do Povo! Compositores: Paulo César Feital, Marcelo Casa Nossa, André Diniz, Rodrigo Minuetto, Rodolfo Minuetto, Evandro Bocão e Carlos Júnior.                                                        | Dione Leite e Yago Duarte                                                                                              | [ 57 ]        |
| 2024 | 7º lugar | Especial | Ifá Compositores: Macaco Branco, Carlos Bebeto, Djalma Santos, Chiquinho Gomes, Dr. Marcello Medeiros e Denis Moraes. | Dione Leite e Yago Duarte                                                                                              | [ 58 ]        |
| 2025 | 13º lugar | Especial | Assojaba - A Busca pelo Manto Compositores: Macaco Branco, Carlos Bebeto, Djalma Santos, Chiquinho Gomes, Dr. Marcello Medeiros, Denis Moraes e Marcelo Faria.                                                                 | Dione Leite, Nicolas Gonçalves e Yago Duarte                                                                           | [ 59 ] [ 60 ] |
| 2026 | | Acesso 1 | Anti-Heroi Brasil | Nicolas Gonçalves |               |

## Títulos
| Títulos Acadêmicos do Tucuruvi | Títulos Acadêmicos do Tucuruvi | Títulos Acadêmicos do Tucuruvi | Títulos Acadêmicos do Tucuruvi |
|                                | Divisão                        | Total                          | Ano                            |
| ------------------------------ | ------------------------------ | ------------------------------ | ------------------------------ |
|                                | Grupo de Acesso                | 1                              | 1986                           |
|                                | Grupo 1-UESP                   | 1                              | 1980                           |
|                                | Grupo 2-UESP                   | 1                              | 1978                           |